# 常磐號裝甲巡洋艦
常磐号装甲巡洋舰（ときわ/ときは）是旧日本海軍的一等巡洋舰（装甲巡洋舰），为浅间级装甲巡洋舰（日方称为“浅間型装甲巡洋艦”）的2号舰。由于当时的日本尚缺乏建造装甲巡洋舰的工业能力，本舰为日本向英国订购、由英国阿姆斯特朗-惠特沃斯公司建造。常磐号是日本六六艦隊计划中所要求的最早一批装甲巡洋舰，参加了日俄战争中的诸多海战，此后亦参加了第一次世界大战。
一战结束后，已经显得老旧的常磐号1922-1924年间接受了改装，成为布雷舰（日方称为“機雷敷設艦”）。1927年曾经发生过严重的爆炸事故，事后转为预备舰。常磐在修理完成后在九一八事變中对日军进行了支援。中国抗日战争爆发后，常磐在中国沿海地区进行支援，其后也参加到第二次世界大战太平洋战场中去。在二战即将结束的1945年8月9日，常磐号遭受美军空袭重创，其乘员将其搁浅，就此迎来战争的终结。
本舰舰名“常磐”有“坚如磐石”、永久不变的含义，来自海军兵学校校歌的其中一节（“常磐の松の緑濃き秀麗の国秋津洲”）。

## 建造背景
在中日甲午战争结束后，1896年日本方面提出了雄心勃勃的海军扩张计划，要求海军的战列舰以及装甲巡洋舰各要达到4艘，其中即包括了常磐号。日本订购的这几艘巡洋舰，包括常磐在内都与当时世界上流行的用途不同：其并非用于交通线破袭或者是殖民地防卫；而是为了给主力舰充当前出侦察，必要时也会用于组成战列线进行主力会战。
在作为装甲巡洋舰使用时，浅间的主炮为阿姆斯特朗公司制造的4门45倍径203毫米（8英寸）火炮，分别安装在艏艉两座椭圆形的双联装炮塔内。舰上另有14门152毫米（6英寸）单装副炮，分散布置在主甲板和上层甲板上；其中安装在上层甲板上的152毫米副炮装有炮盾。最大仰角下射程为9140米。另外为了应对水雷艇的威胁，舰上还安装了12门76毫米速射炮和8门47毫米速射炮。舰上还装设了5具鱼雷发射管，舰艏一座、舷侧水下4座。配套使用的三〇式鱼雷弹头为100千克。
在大正年间，改装成布雷舰后，舰上只保留了一座双联装203毫米炮，以及8门152毫米炮，还有一门80毫米高射炮。太平洋战争期间，为了应对越来越严重的盟军空中力量的威胁，常磐又多次进行改装，将剩下的最后一座主炮炮塔也拆除，并大量添置了轻型防空火力。

## 舰历

### 建成
1897年1月6日，阿姆斯特朗公司开始安放龙骨兴建这艘外贸用装甲巡洋舰。同年10月18日，日本海军方面将英国建造的3号舰命名为浅间，4号舰则命名为“常磐”。
1898年3月21日，日本海军根据舰艇类别表，将浅间、常磐两舰列入一等巡洋舰。同年7月6日常磐下水。
1899年5月18日，常磐建成服役，次日即启程返回日本。同年7月17日抵达横须贺。
1900年，日本方面出兵参加八国联军镇压义和团运动（日方称“义和团之乱”或“北清事变”），6月常磐参加了联军对大沽炮台的进攻。
1903年下半年，日俄之间围绕朝鲜和满洲地区的权益冲突愈演愈烈，战争已经迫在眉睫。12月下旬，日本海军将常備艦隊解散，重新编成为第一、二、三舰队，其中第一、第二舰队编组为联合舰队。常磐编入第二舰队第二战队（装甲巡洋舰编队）。

### 日俄战争

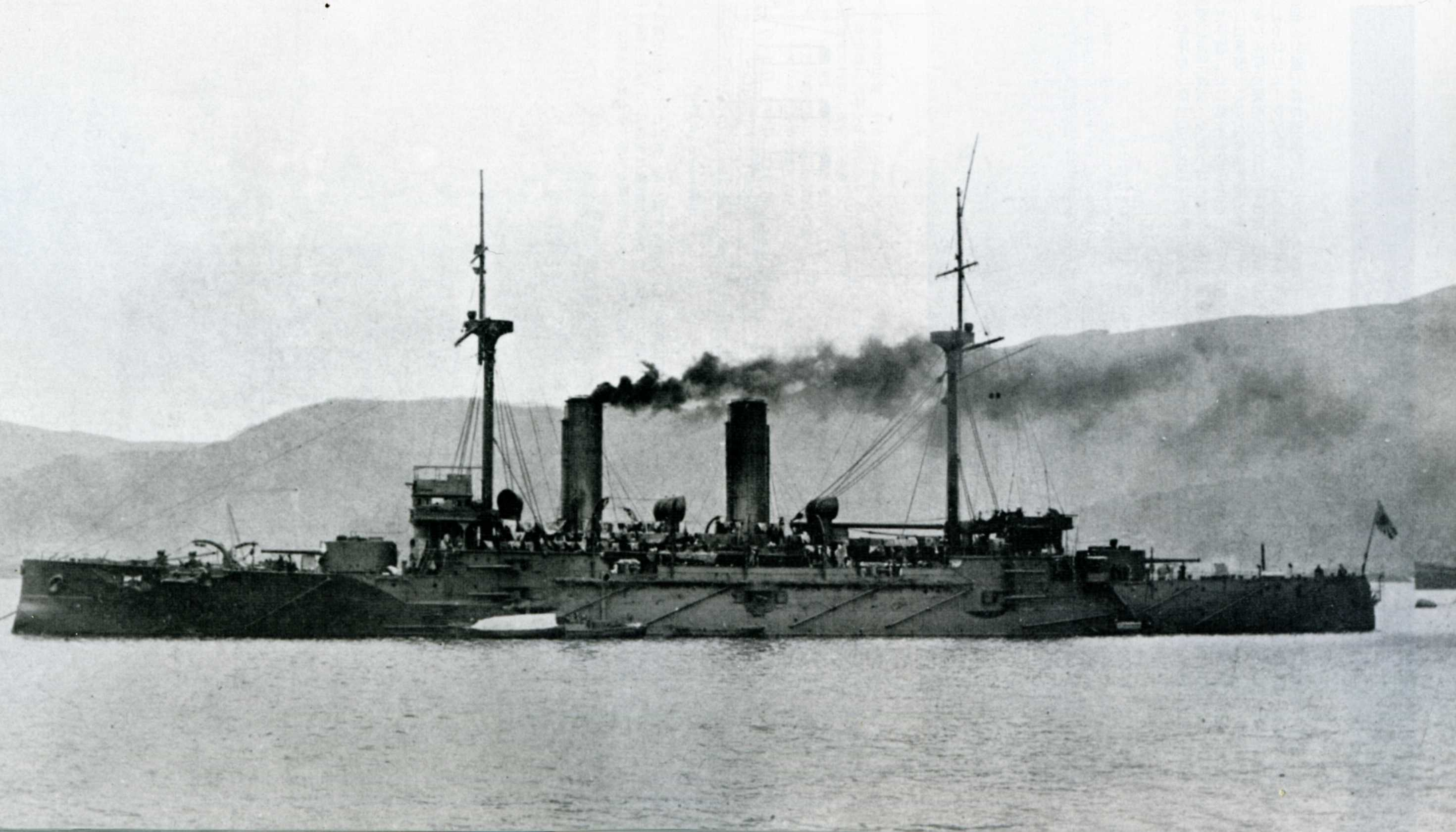
锚泊中的常磐号，摄于1904年

1904年2月8-9日，日本海军联合舰队主力趁夜色对正驻扎在旅顺港（俄方称“亚瑟港”）的俄罗斯帝国太平洋舰队旅顺分舰队发动突袭，日俄战争爆发。时任联合舰队司令东乡平八郎海军中将判断夜间的鱼雷袭击对俄军造成了重大损失，于是在2月9日凌晨下令第一（战列舰编队）、第二（旗舰出雲、吾妻、常磐、八雲、磐手，欠淺間）、第三战队（防护巡洋舰编队）入港强攻。12:07左右第二战队开始炮击，常磐一开始攻击的是阿斯科利德号，随后依次切换目标至彼得罗巴甫洛夫斯克号、波尔塔瓦号和巴扬号身上。由于俄军抵抗的意志和火力超乎日军的想象，12:20东乡下令全体退出至旅顺港外。
同年3月初，常磐加强给出羽重远海军少将的第三战队。3月10日07:00前后，日本第三驱逐队的4艘驱逐舰（薄云、东云、曙、涟）在旅顺黄金山湾发现两艘俄国鱼雷艇。这两艘鱼雷艇随即往要塞火力范围内逃走，日舰紧跟其后进行追击。其中警惕号因为引擎故障，遭到日舰赶上围攻；08:05警惕号彻底瘫痪。随后日军派出常磐以及防护巡洋舰千岁尝试俘虏警惕号，但由于位置处于俄国岸防火力范围，而且俄军也派出巴扬号等数艘军舰前来支援，日军遂放弃对警惕号的拖曳，只救起了警惕号的4名引擎舱乘员。10:15警惕号最终在老铁山东南约7海里处沉没，55名乘员中除了日军救起来的那4人外，其余包括舰长在内全部战死。
同年4月13日，东乡利用日军的轻型舰艇成功地诱使俄军时任太平洋舰队司令斯捷潘·馬卡羅夫海军中将率领多艘主力舰艇出战。在是次战斗中，常磐与俄军位于战列舰队列前方的巡洋舰互相射击。马卡罗夫在追击中发现日本海军的主力出现后，下令返航。然而在返航途中马卡罗夫的旗舰彼得罗巴甫洛夫斯克号触雷爆炸、又引发弹药库殉爆而沉没，在舰上的马卡罗夫阵亡。
马卡罗夫阵亡数日后，常磐重新转入第二战队旗下。4月中旬，第二战队司令上村彥之丞海军中将得到命令要搜捕驻扎在符拉迪沃斯托克（中文旧称海参崴）的符拉迪沃斯托克分舰队，护卫日本海以及朝鲜海峡。其时这支实力并不强的俄军分队由卡尔·耶森海军少将率领，多次对日本沿海地区进行袭扰，同时对日本的商船队开展破袭战。4月24日两支舰队曾一度非常接近，但由于浓雾的影响，双方擦身而过，都没有发现对方。日军这次出动，在抵达符拉迪沃斯托克进行了一番布雷作业后，就返回朝鲜元山市。
同年6月15日，耶森率领舰队在隱岐之島町以西袭击了一支日本运输船队，击沉常陆丸号。第二战队奉命拦截，但由于大雨和浓雾，没有追上俄军舰艇。当月30日耶森再次出动，次日傍晚上村终于赶上了俄国人，但由于天色已晚，双方接触不久即已日落，耶森其后乘夜色遁去。同年7月17日，耶森再度出击，前往日本东部沿海进行袭扰，试图迫使日军分出部分在黄海的舰艇回援。19日俄军舰队穿过了津轻海峡，捕获了数艘日本船只。24日俄舰甚至出现在了東京灣外；此事使得軍令部大为震惊，严令上村消灭俄舰。上村先后在多地搜寻俄舰，均告徒劳无功；耶森舰队在8月1日回到符拉迪沃斯托克。
同年8月10日，驻扎在旅顺的俄国太平洋舰队主力企图突破日军舰队的封锁，前往符拉迪沃斯托克，但在途中遭遇日军拦截，黄海海战爆发。战斗结束后俄国旅顺舰队再次退回旅顺港内。另一边，9日午夜耶森才收到命令要前去与突围的旅顺舰队会合。他手上的3艘老式装甲巡洋舰（俄罗斯号、留里克号、格罗莫鲍伊号）花了不少时间进行加煤和补给，因此比旅顺分舰队晚了15个小时才出港。即便如此，黄海海战失利、旅顺分舰队突围失败的消息依然在符拉迪沃斯托克分舰队出发后才送达港口，而耶森等人并没有收到这一消息。

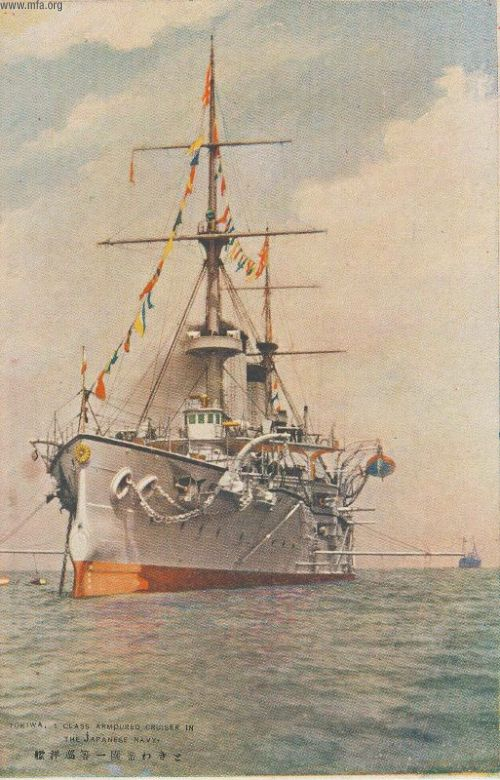
1905年的一张明信片，上为锚泊中的常磐号

14日午夜前后，耶森抵达釜山附近，但没有看见任何友军舰艇的迹象，于是返航。另一方面，上村正率领着第二战队（序列旗舰出云、吾妻、常磐、磐手）在海峡一带巡逻试图拦截任何俄方舰船。双方在夜间擦肩而过，都没有看到对方。14日清晨，双方在折返后在对马岛以北约60公里处遭遇彼此。此时日舰占据了有利的位置，正好位于俄舰返回基地的必经之地。04:30，第二战队发现俄舰。05:20日舰首先开火，05:23时俄舰在约8500米的距离上反击。战斗中常磐和后面的磐手集中攻击俄军末端的留里克号。05:52留里克号舰艏受到来自常磐的一发命中，一号锅炉舱受损，动力大减，并逐渐掉队。耶森闻讯多次采取机动，试图掩护留里克号，好让留里克号有机会进行抢修，然后一起脱离；而上村则谨慎地让第二战队紧盯着俄罗斯号和格罗莫鲍伊号进行运动，担心两舰来丢下留里克号脱离。8时过后，日军两艘老式防护巡洋舰（浪速、高千穂）赶到，接过了对留里克号的攻击任务，上村的四艘装甲巡洋舰得以放手攻击耶森的两艘舰艇。双方进行了为时大约1个半小时的追逐战，俄舰屡次中弹，航速降低到15节。期间2号舰吾妻因引擎故障掉队，其阵位由常磐代替。10:00，上村获报旗舰的弹药库存告急，遂放弃追击返回。当天海战中日舰对俄舰给予了沉重的打击，自身损伤不大；常磐舰上只有3人受伤。
蔚山海战后，常磐转入瓜生外吉海军少将的第四战队旗下，同年8月20日，加入到日军对上海的封锁行动中。黄海海战后，俄国防护巡洋舰阿斯科利德号以及一艘驱逐舰逃入了上海港内。同年9月8日，中国政府正式扣留这两艘俄舰，常磐等日舰遂离开上海。
同年9月中旬，常磐、磐手两舰加入到第一战队的序列中。同年11月，常磐返回日本，进入吴海军工厂进行整修。
1905年2月，整修完毕的常磐重新加入第二战队，在元山地区掩护日本陆军的登陆行动。同年2月12日，常磐再次回吴港进行整修。4月13日，第二战队掩护布雷舰在符拉迪沃斯托克港外进行布雷，此次行动共布雷715颗。
1905年5月27日，由齐诺维·罗杰斯特文斯基海军少将率领、从波罗的海出发的俄国第二、第三太平洋舰队抵达对马海峡，对马海峡海战（日方称“日本海海战”）爆发。当天上村彦之丞接到发现俄舰踪迹的报告后，率领第二战队紧跟着第一战队出动（序列第二舰队旗舰出雲、吾妻、常磐、八雲、淺間、第二战队旗舰磐手）。14:05第一战队开火后，第二战队也向俄舰靠拢。14:17常磐对5500米外的奥斯利雅维亚号射击。14:35俄军舰队旗舰苏沃洛夫公爵号向第二战队驶来，正好横在出云右舷位置5000米左右，第二战队趁机对其倾泻火力。苏沃洛夫公爵号在遭到集中打击后燃起大火，浓烟笼罩了舰体，第二战队调转炮口对准跟在后面的奥斯利雅维亚号和亚历山大三世号。双方在仅4000-4500米距离上互相炮战，14:50左右奥斯利雅维亚号起火失控脱离队列。这一阶段第二战队受伤总体轻微（仅5号舰浅间退出队列抢修）。14:58第一战队一齐左转，这时第二战队发现俄舰正在右转，于是上村下令停止跟随第一战队的动作，而是直接越过第一战队后尾，逼近到3000米距离进行攻击，同时也右转调头向东南，试图堵截俄舰去路。亚历山大三世号带领俄舰向西南退避，双方逐渐拉大了距离。15:10第二战队左转180度，追击俄舰。15:26第二战队将距离拉近到3100米，以左舷应战。但战场上烟雾缭绕，难以辨别俄舰方位。15:34第二战队突然在滚滚浓烟中发现苏沃洛夫公爵号，距离仅2000米，接下来有5分钟左右都在向其射击。此时苏沃洛夫公爵号上层建筑全毁，仅剩后部少量小口径火炮在还击，第二战队遂放弃这一目标，继续搜寻俄舰主力。然而同一时间俄舰主力却在第二战队后方经过，受到烟雾、尤其是苏沃洛夫公爵号的浓烟的掩盖，第二战队对此浑然不觉。15:47第二战队右转航向东北，16:02重新发现俄舰主力，距离5000米，并立即开始炮击。俄舰右转，16:30第二战队再度丢失目标。16:47南边传来炮声，第二战队前出至第一战队左前方前往寻找。17:00左右第二战队发现了第三、第四战队正在与俄舰苦战，数分钟后也加入战团。17:30上村率领战队前去追击俄军巡洋舰，但没有成功。18:03上村放弃追击，率队往北返回，准备重新与日军主力舰会合。18:15第二战队发现数艘俄舰，殿后的为装甲巡洋舰纳希莫夫海军上将号。18:30第二战队在8000-9000米时向俄舰开火。由于当时战场混乱，能见度也不佳，无法确认日军巡洋舰舰队此番攻击的成果。19:30第二战队停止炮击，返回与东乡会合。当天常磐受到9发命中，不过大多是小口径火炮所致，损伤不大，1人死亡、14人受伤（另一说为一发305毫米炮弹和7发中小口径炮弹，大多是75毫米炮弹）。
次日凌晨，日军在追击中发现了残存的俄舰主力，遂于10:30前后展开攻击。日军利用速度和射程优势在俄舰的射程外进行攻击，迫使第二太平洋舰队代理司令尼古拉·涅鲍加托夫海军少将向日军投降。整场战斗中常磐受到了一发305毫米炮弹和7发口径小一些的炮弹（大多是75毫米炮弹）的命中，舰体没有太大的损伤，不过舰上有1人战死、14人负伤。
同年7月，第二战队（此时为磐手、出云、常磐三舰）奉命扼守朝鲜海峡，配合日军在库页岛（俄方称“萨哈林岛”、日方称“樺太島”）的登陆行动。其后常磐等又掩护日本陆军在朝鲜东北部登陆。同年8月中旬，第二战队再次掩护日军登陆靠近俄国边境的清津市。

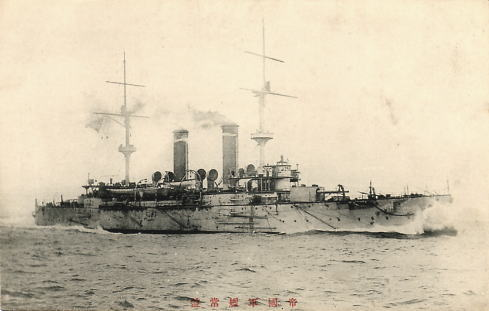
日本明信片上全速行驶中的常磐号，约1905年

### 日俄战争后
1910年，常磐上的锅炉替换成了宫原式水管锅炉，此外舰上的152毫米炮也都更换成日本国产的样式。
1911年10月，辛亥革命爆发。同年12月，常磐、磐手两舰奉命驻扎在旅顺，监视革命的进展。
1914年，第一次世界大战爆发。常磐参加了英日联军对胶州湾的封锁，在战役的中途10月2日，常磐离开战场返回佐世保进行整修，随后在当月加入第三战队。同年11月，常磐以新加坡为基地，准备搜捕正在进行海上破交作战的德国轻巡洋舰埃姆登号。不过常磐还没来得及行动，埃姆登号就被击沉了。
1915年2月，常磐转入第二舰队第四战队，在北美西海岸进行巡逻。同年12月，常磐经浦盐驶往加拿大，执行特殊任务。
1916年9月1日，常磐转为训练舰。
1917年4月5日，常磐、八云两舰启程进行远洋航海训练，载着海军兵学校的44期士官生们出访加利福尼亚、夏威夷和玻里尼西亞等地。同年8月17日，两舰返回日本。同年8月25日，常磐解除训练舰指定，10月赴檀香山进行巡逻，警戒德国破袭舰的袭扰，而让美國海軍得以腾出手来将其舰艇集中到大西洋地区。
1918年8月10日，常磐再次转为训练舰，并且返回日本，准备进行下一次远洋航行训练。
1919年3月1日，常磐、吾妻两舰启程进行航海训练，目的地为南亚和澳大利亚。同年11月24日，常磐、吾妻两舰再度同行，前往新加坡、东南亚，并经苏伊士运河抵达地中海。
1920年5月20日，常磐两舰结束漫长的航行返回日本。同年6月4日，常磐解除训练舰指定。

### 改装以及事故
在1920年时，日本共拥有3艘布雷舰（1917年新建成的胜力，以及由巡洋舰改装的津轻、阿苏），其中津轻因为年代较久而老化日趋严重，日本海军方面决定将常磐改装后替换掉津轻。
1921年9月1日，日本海军将常磐的舰艇类别变更为一等海防舰。
1922年4月1日，日本海军将老旧的津轻除籍；9月30日，将常磐重新编列为布雷舰。转入佐世保鎮守府籍，当天常磐进入佐世保海军工厂，开始进行布雷舰的改装工程，拆除了其后部主炮塔和主甲板上的152毫米炮、以及部分鱼雷发射管，76毫米炮也只保留两门，腾出的空间用以安装布雷导轨以及容纳水雷。此外还装设了一门三年式40倍径80毫米高射炮。
1923年3月21，常磐的布雷舰改装工作完成。改装后常磐的武装为：
- 双联装203毫米炮1座计2门
- 单装152毫米炮8门
- 三年式80毫米高射炮1门
- 五号水雷500颗

1927年，日本出兵山东，对國民革命軍北伐进行干涉。常磐也赴中国对日本干涉军的登陆行动进行警戒支援。返回日本后，常磐又立即赶往佐伯湾。此前在佐伯湾参加联合舰队训练的第1水雷战队旗舰龍田因为引擎故障而需要进行修理，常磐遂临时作为第1水雷战队的旗舰协助训练。7月31日，常磐抵达佐伯湾。
同年8月1日当天，常磐上的乘员从早上开始就在进行水雷训练。《华盛顿海军条约》签订后，联合舰队司令长官加藤寛治海军大将要求海军使用实际装备的武装进行训练，以尽可能地贴近实际情况，以达到以质取胜的效果。当天预定要敷设的五号水雷共有140颗，其中18颗是真正装有炸药的实际水雷。当天的水雷训练分成15个班，每班分得3到4颗水雷。08:14训练从舰舯甲板开始，各班依次进行训练作业；其中1班、3班出现了绝缘不良等问题，并不顺利。训练审查委员们聚集在一起进行商议，最后决定将没有问题的实际水雷的炸药去除后放回弹药库，出现故障的3颗实际水雷则分别隔开一段距离存放，并且试图找出故障的原因。而正在排除故障的同时，不久舰上再次展开训练。
09:39，三颗分开放置的故障水雷中的其中一颗突然发生爆炸，另两颗在2-3分钟后也发生了爆炸。在爆炸点周围的委员和乘员当场身亡；舰上中部甲板处发生火灾；此外爆炸产生的气流从上往下进行冲击，直达下面的防御甲板处。此时没有发生故障的水雷的炸药还没完全去除；为了防止发生殉爆，已经取出的炸药都立即扔进海里，并且对弹药库进行注水。周围的舰艇也赶来协助灭火，10:38火灾扑灭。事后对舰内进行了一番检查，认为常磐依然保持航行能力，于是在将旗舰的任务移交后，自行前往佐世保进行修理。
事故造成舰上共35人死亡、68人负伤。因为爆炸使得当事人以及现场物品四散，事故发生的详细原因也不得而知，推测是因为绝缘问题，导致在某种情况下电流通进了引信里。此外，人们也认为五号水雷的结构存在问题，对五号水雷的安全装置在内进行了改良，定型为五号改一型水雷。
此外本次事故对日本的重巡洋舰的武器设计也造成了很大影响。此时日本尚在建造、但已经接近完工的古鹰级、青葉級以及妙高级都在舰体中部安装了6座双联装鱼雷发射管，尚未开始建造的高雄级也是同样的安排，一旦中弹后果不堪设想。軍令部对此问题非常重视，要求对此加以解决。常磐的事故发生后，高雄级的中部鱼雷发射管减少为4座双联装，并且从中层甲板移动到露天甲板上。此外妙高级的鱼雷武器也按照高雄级的修改方案进行更改，另外鱼雷装填装置和鱼雷存放处的防御也得到了加强。

### 太平洋战争前
常磐在事故发生此后的大约10年间内，大多数时间都在中国地区作为在外警备舰以及训练舰。
1930年，日本方面开始准备建造新的布雷舰冲岛以替换日渐老旧的常磐、阿苏两舰。
1931年九一八事变发生后，日本占领了满洲地区。常磐也参与了相关行动。
1932年，常磐编入第一遣外舰队，在华北、上海一带进行巡逻。
1937年11月起至1938年，常磐进行了一次改造，舰上的锅炉换为8座舰本式吕号锅炉，最高速度也下降到16节。剩下的鱼雷发射管也全部拆除。此次改装使得舰上空间进一步增加，可以容纳500颗水雷。
1940年5月1日，重新返回现役的常磐编入新恢复不久的第四舰队旗下，与轻巡洋舰多摩共同组成第18战队。同年下半年常磐随战队前往帛琉、特鲁克和賈盧伊特環礁等地进行实际航行训练。同年11月15日，常磐、冲岛两艘布雷舰转入第19战队，归志摩清英海军少将指挥。
1941年11-12月，在美日关系剑拔弩张、一触即发之际，常磐编入马绍尔方面防备部队，前往埃內韋塔克環礁、比基尼环礁等地的入口处进行布雷，以防备随时可能爆发的战争。

### 太平洋战争
1941年12月，太平洋战争爆发时，常磐正在第四舰队司令井上成美的指挥下在瓜加林環礁待命。当月9-10日，战争爆发后不久，19战队内包括常磐在内的多艘布雷舰护送着两艘运输船，往吉尔伯特群岛的马金群岛、塔拉瓦等地进发。
1942年1月，常磐参与了日军对拉包爾和卡維恩的进攻，行动结束后返回瓜加林環礁。同年2月1日，美军为了牵制日军的南方作戰、以及提振盟军士气，由小威廉·哈尔西海军中将率领特混舰队TF8，以航母企业号为主力，发动了馬紹爾及吉爾伯特群島突襲，对瓜加林環礁和馬洛埃拉普環礁等多地进行空袭，攻击中第六根据地队司令八代祐吉海军少将战死，指挥系统一时间瘫痪。08:40，时任常磐舰长富泽不二彦海军大佐发去电报“本官接管马绍尔方面防卫部队指挥权”；不过几乎同一时间时任第6通信队司令牛尾藤雅海军大佐也发出了类似的紧急电报，导致在同一时间马绍尔方面防卫部队有两名司令的情况。不久日军南洋部队方面进行了协调，让牛尾出任司令，布雷舰常磐协助防卫。在空袭中常磐受到一发炸弹直击、3发近失弹伤害，造成了一定损伤，此外8人战死、10人负伤。同年3月11日，常磐离开瓜加林環礁，当月24日回到佐世保进行修理。
同年5月11日，常磐修理完毕出港，当月26日抵达特鲁克。同年6月6日，常磐再度编入马绍尔方面防卫部队，当月11日抵达瓜加林環礁，并展开活动。同年7月14日，第19战队解散，常磐转为第四舰队直属。同年8月17-18日，美军发起马金岛突袭行动；19日，日军召集包括常磐在内的一股兵力，重夺马金岛。
1943年5月1日，常磐转归第五舰队大凑警备府第52根据地队管辖，当月5日跟随运输船队前往特鲁克，9日抵达；在特鲁克，海防舰隐歧也加入船队，然后一起离开特鲁克向横须贺进发。6月3日，常磐在途中遭到美军潜艇鲑鱼号的伏击，但没有受到命中。当月5日，船队抵达横须贺。6月13日到7月7日，常磐都在佐世保逗留；7月13日-18日，又在舞鹤停留数天，在这两地进行了一些整修。7月20日，抵达大凑警备府，以此地为新的根据地。在大凑期间，主要指挥各种扫雷艇、驱潜艇和炮艇。
当战争进入1944年，日本海军为了对本土决战进行准备，同时也为了应对愈加严重的美军潜艇威胁，决定在日本近海进行布雷。1943年6-11月，日军在黄海入口布设了6000多颗水雷，期间海上護衛總司令部曾设想也在东海进行大规模布雷，原本军令部认为会妨碍到对苏联的作战而对此予以否决，但如今因为大量的船只遭到攻击而损失，日军高层最终也只能同意进行布雷计划。然而此时日军比较新型的布雷舰大多早已被击沉，剩下的也在南太平洋进行布雷以及运输船队护航等任务，日军只能将虽然老旧但依然有能力布雷的常磐拿出来，作为对近海进行布雷的主力。
1944年1月20日，海上护卫总司令部重新设立第18战队，下辖常磐、商船改装巡洋舰西贡丸（5350吨，安装有水雷布置装备），以及商船改装布雷舰新兴丸（6479吨）、高荣丸（6774吨），首先在东海布雷，其后范围扩大至对马海峡、宗谷海峡、台灣海峽以及黄海等处。同年6月，常磐在冲绳附近海域布雷。

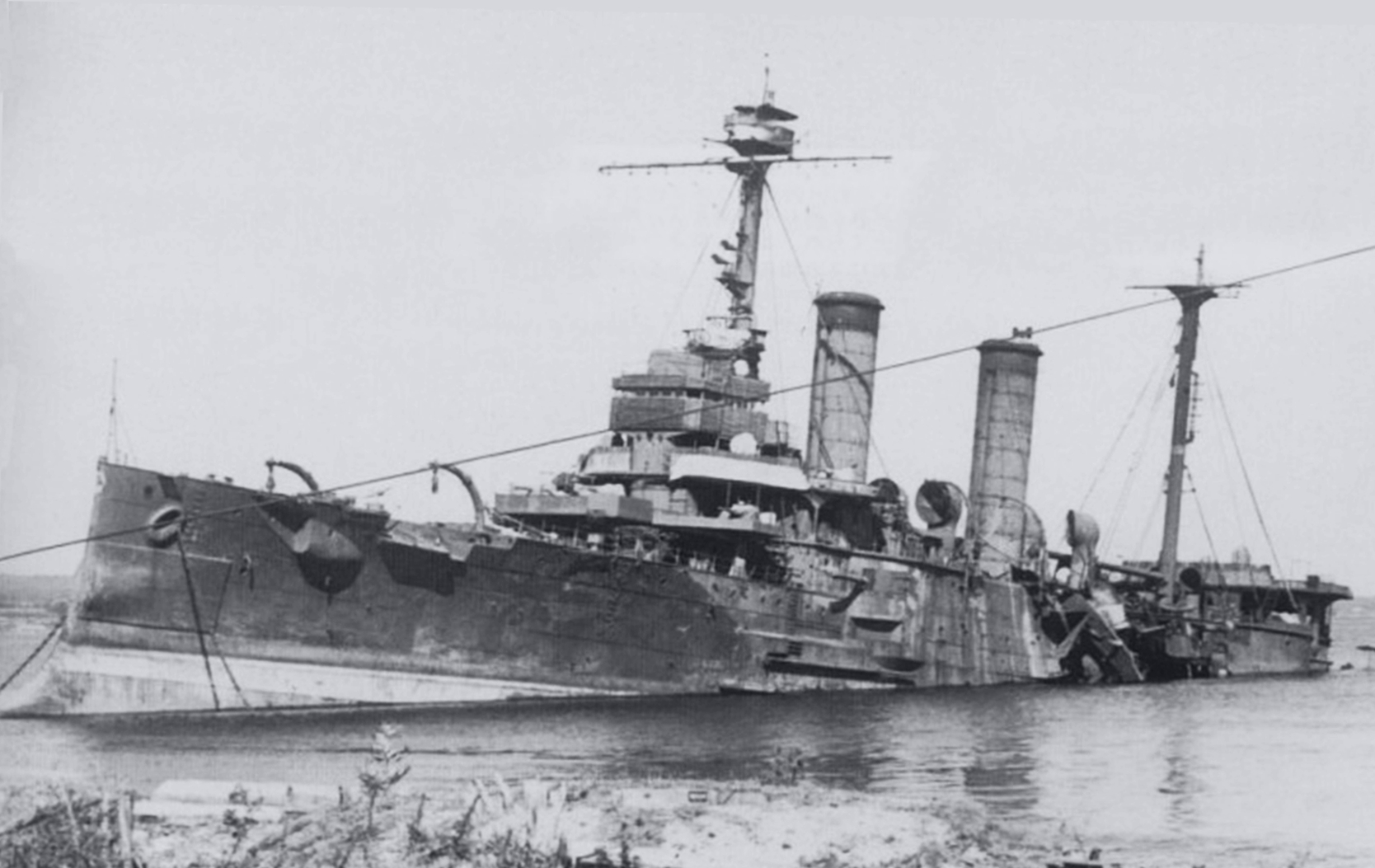
搁浅的常磐号，摄于1945年9月28日

1945年2月，常磐又在屋久島附近进行布雷。此后，常磐往琉球群岛进行紧急运兵的任务。期间4月14日，常磐在關門海峽、距北九州市约120千米处触雷，造成了相当的损伤。同年6月3日，常磐在舞鶴湾入口再次触发到美國陸軍航空軍B-29超級堡壘轟炸機投放的水雷，不过依旧保持航行能力。同年6月，常磐转入第七舰队。
同年8月9日，美军特混舰队TF38的飞机在大凑空袭中袭击了陸奧灣，停泊在此地的常磐受到4发炸弹直击（右舷前部1发、左舷中部2发、后部1发），另有4发近失弹，严重受损，只能依靠开动水泵排水维持。不过随着8月15日战争结束，乘员必须全部离开，排水作业无以为继，其乘员只能将常磐开上海滩搁浅，又在拖船的帮助下用锚固定住。。
1945年11月30日，日本方面将常磐从军舰名录中除籍。1947年4月5日，常磐的残骸由拖船拖曳到函館市，8-10月间进行拆解。

## 历任舰长
下表系根据《日本海軍史》第9、10卷《将官履歴》，以及《官報》进行整理。

### 返航委员长
- 出羽重遠 海军大佐：1898年4月5日 - 10月3日

### 舰长
- 出羽重遠 海军大佐：1898年10月3日 - 1900年5月20日
- 中山長明 海军大佐：1900年5月20日 - 8月11日
- 丹治寛雄 海军大佐：1900年8月11日 - 1901年1月23日
- 梨羽時起 海军大佐：1901年1月23日 - 7月5日
- 大塚暢雄 海军大佐：1901年7月5日 - 10月1日
- 矢島功 海军大佐：1901年10月1日 - 1902年10月6日
- 野元纲明 海军大佐：1902年10月6日 - 1904年1月19日
- 吉松茂太郎 海军大佐：1904年1月19日 - 1905年6月14日
- 今井兼昌 海军大佐：1905年6月14日 - 12月12日
- 和田賢助 海军大佐：1905年12月12日 - 1906年11月22日
- 藤本秀四郎 海军大佐：1906年11月22日 - 1908年7月31日
- 山縣文藏 海军大佐：1908年8月28日 - 1909年10月1日
- 依田光二 海军大佐：1909年10月1日 - 12月1日
- 築山清智 海军大佐：1910年4月9日 - 12月1日
- 水町元 海军大佐：1910年12月1日 - 1911年1月16日
- 高木七太郎 海军大佐：1911年1月16日 - 1912年4月30日
- 小笠原長生 海军大佐：1912年4月30日 - 12月1日
- 志摩猛 海军大佐：1912年12月1日 - 1913年12月1日
- 片冈荣太郎 海军大佐：1913年12月1日 - 1914年12月1日
- 吉田孟子 海军大佐：1914年12月1日 - 1915年2月1日
- 阪本則俊 海军大佐：1915年2月1日 - 8月3日
- 白石直介 海军大佐：1915年8月3日 - 1916年7月15日
- 谷口尚真 海军大佐：1916年7月15日 - 1917年9月15日
- 森本義寛 海军大佐：1917年10月10日 - 1918年9月10日
- 小松直幹 海军大佐：1918年9月10日 - 1919年8月8日
- 松村菊勇 海军大佐：1919年8月8日 - 1920年8月12日
- 中桐啓太 海军大佐：1920年8月12日[86] - 11月20日
- 柴内豪吉 海军大佐：1920年11月20日 - 1921年11月20日[87]
- 内倉利吉 海军大佐：1921年11月20日[87] - 1922年11月20日[88]
- 副島慶親 海军大佐：1922年12月1日[89] - 1923年3月1日[90]
- 白石信成 海军大佐：1923年3月1日 - 12月1日
- 和田健吉 海军大佐：1923年12月1日 - 1924年12月1日
- 池田他人 海军大佐：1924年12月1日 - 1925年12月1日
- 德田伊之助 海军大佐：1925年12月1日 - 1926年5月20日
- 市来崎慶一 海军大佐：1926年5月20日 - 1927年12月1日
- 立川七郎 海军大佐：1927年12月1日 - 1928年12月10日
- 北冈春雄 海军大佐：1928年12月10日 - 1929年11月1日
- 服部豊彦 海军大佐：1929年11月1日 - 1930年12月1日
- （兼）三木太市 海军大佐：1930年12月1日 - 12月16日
- 難波常三郎 海军大佐：1930年12月16日 - 1932年1月25日
- 山田定男 海军大佐：1932年1月25日 - 1932年12月1日
- 高須三二郎 海军大佐：1932年12月1日 - 1933年11月15日
- 若木元次 海军大佐：1933年11月15日 - 1934年11月15日
- 片原常次郎 海军大佐：1934年11月15日 - 1936年3月2日
- 青柳宗重 海军大佐：1936年3月2日 - 12月1日
- 久保九次 海军大佐：1936年12月1日 - 1937年12月1日
- 杉本道雄 海军大佐：1937年12月1日 - 1938年9月1日
- 稲垣義龝 海军大佐：1940年3月1日 - 11月15日
- 富泽不二彦 海军大佐：1940年11月15日 - 1942年4月1日
- 渓口豪介 海军大佐：1942年4月1日 - 1943年11月1日
- 千葉成男 海军大佐：1943年11月1日 - 1944年1月15日
- 河西虎三[91] 海军大佐：1944年1月15日 - 1945年9月20日[92]

## 同级舰
- 淺間號裝甲巡洋艦